# Кочергіна Феодора Григорівна
Феодо́ра (Євге́нія) Григо́рівна Кочергіна́ (уроджена — Орел) (22 березня 1942 — 7 лютого 2017) — українська баскетболістка. Тренерка жіночої збірної України з баскетболу. Заслужений майстер спорту СРСР (1965). Заслужений тренер України (1991). Заслужений працівник фізичної культури і спорту України.

## Життєпис
Закінчила Дніпропетровський технікум фізкультури та Київський державний інститут фізичної культури. Спортивну кар'єру провела в складі дніпропетровського «Спартака» (1958—1959) і київського «Динамо» (1960—1971).
Чемпіонка світу (Ліма, 1964; Прага, 1967), Європи (Мюлуз, Франція, 1962; Будапешт, 1964; м. Клуж, Румунія, 1966), Всесвітні студентські ігри (Будапешт, 1965) та України (1960—1971).
Входила до символічної п'ятірки Європи (1966), світу (1967).
Грала за збірну СРСР, у складі якої тричі (1962, 1964, 1966). Виступала за спортивне товариство «Динамо» (Київ, 1960—1972). Тренери — М. Єгоров, О. Леонов, Михайло Усатенко.
Тренерка київських ДЮСШ № 1 (1972—1974), № 3 (1974—1981); відтоді — спортивного ліцею-інтернату. Серед вихованок — Оксана Довгалюк, Вікторія Навроцька та Руслана Кириченко, Олена Мамієва.